# 산줄리아노디풀리아
산줄리아노디풀리아(이탈리아어: San Giuliano di Puglia)는 이탈리아 몰리세주 캄포바소도의 코무네다.